# 핑백
핑백(pingback)은 누군가 자신의 문서 중 하나에 링크할 때 웹 개발자가 알림을 요청할 수 있는 네 가지 유형의 링크백 방법 중 하나이다. 이를 통해 작성자는 자신의 기사를 링크하거나 참조하는 사람이 누구인지 추적할 수 있다. 워드프레스, 무버블 타입, Serendipity 및 Telligent Community와 같은 일부 웹로그 소프트웨어 및 콘텐츠 관리 시스템은 기사가 게시될 때 게시된 기사의 모든 링크를 핑할 수 있는 자동 핑백을 지원한다. 드루팔 및 줌라와 같은 기타 콘텐츠 관리 시스템은 애드온이나 확장 기능을 사용하여 핑백을 지원한다.
기본적으로 핑백은 사이트 A의 블로그 작성자가 사이트 B로 연결되는 게시물을 작성할 때 사이트 A에서 사이트 B로 전송되는 XML-RPC 요청(ICMP 핑과 구별됨)이다. 요청에는 연결 페이지의 URI이 포함된다. 사이트 B가 알림 신호를 받으면 자동으로 사이트 A로 돌아가 실시간 수신 링크가 있는지 확인한다. 해당 링크가 존재하면 핑백이 성공적으로 기록된다. 이는 핑백이 트랙백보다 스팸에 덜 취약하게 만든다. 핑백 지원 리소스는 X-Pingback 헤더 (컴퓨팅)를 사용하거나 XML-RPC 스크립트에 대한 <link> 요소를 포함해야 한다.

## 같이 보기
- 트랙백
- 검색 엔진 최적화